# Communauté rurale de Touba Mbella
La communauté rurale de Touba Mbella est une communauté rurale du Sénégal située au centre du pays. 
Elle fait partie de l'arrondissement de Keur Mboucki, du département de Birkelane et de la région de Kaffrine.